# Château de Bratislava
Le château de Bratislava (slovaque : Bratislavský hrad :  ; allemand : Pressburger Schloss ; hongrois : Pozsonyi Vár) se situe dans le centre historique de la ville de Bratislava, la capitale de la Slovaquie.
Situé sur les hauteurs d'une colline dominant le fleuve Danube, sa construction commença au Xe siècle.
Depuis le château, on dispose d'une excellente vue sur Bratislava, l'Autriche, et si le temps le permet, Vienne et la Hongrie.
Ses quatre tours latérales sont considérées comme le symbole de la ville. Il est actuellement représenté sur les pièces slovaques de 10, 20 et 50 centimes d’euro.

## Histoire

### Préhistoire (de 2800 à 450av. J.‑C.)
La colline où sera construit le château de Bratislava, surplombe la plaine de Pannonie. Elle fut habitée depuis des milliers d’années, notamment du fait de sa position centrale et stratégique en Europe. L’endroit est également proche d’un gué permettant de traverser facilement le Danube. C’est un passage naturel entre les Alpes et les Carpathes, au carrefour d’anciennes routes (notamment commerciales) entre les Balkans, la mer Adriatique, le Rhin, la mer Baltique ou encore, la plus importante, la route de l'ambre.
Le peuple Boleráz (dernière phase de la culture de Baden) fut le premier à laisser des traces d’installation sur la colline, en 3500 av. J.-C.). D’autres découvertes majeures datent de la culture de Hallstatt (premier âge du fer, 750-450 av. J.-C.), avec la construction d’un bâtiment dans la roche.

### Périodes celtiques et romaines (de 450av. J.-C.auVesiècle)
Pendant la période de La Tène (ou second âge du fer, de 450 av. J.-C au Ier siècle), la colline devint un centre important pour les Celtes, notamment les Boïens. La colline surplombant le Danube et la ville de Bratislava offrait des lieux leur permettant de construire les premières habitations dès le Ier siècle av. J.-C.. Ces premiers habitants fondèrent un oppidum au sein duquel l’emplacement actuel du château était la place principale. De nombreux objets (pièces de monnaie, outils…) et fondations en attestent.
La frontière de l'Empire romain, Limes Romanus, est passée par cette colline pendant presque quatre siècles comme le suggèrent des briques des légions romaines (Legion XIII GAN, Legion X GEPF, etc.) et quelques éléments d’architecture (bas-relief, éléments de toiture…).
Le Ve siècle av. J.-C. étant celui des grandes migrations (ou périodes des Invasions barbares), le développement du site en cette période est difficile à définir.

### Les Slaves, la principauté de Nitra et la Grande-Moravie (500-907)

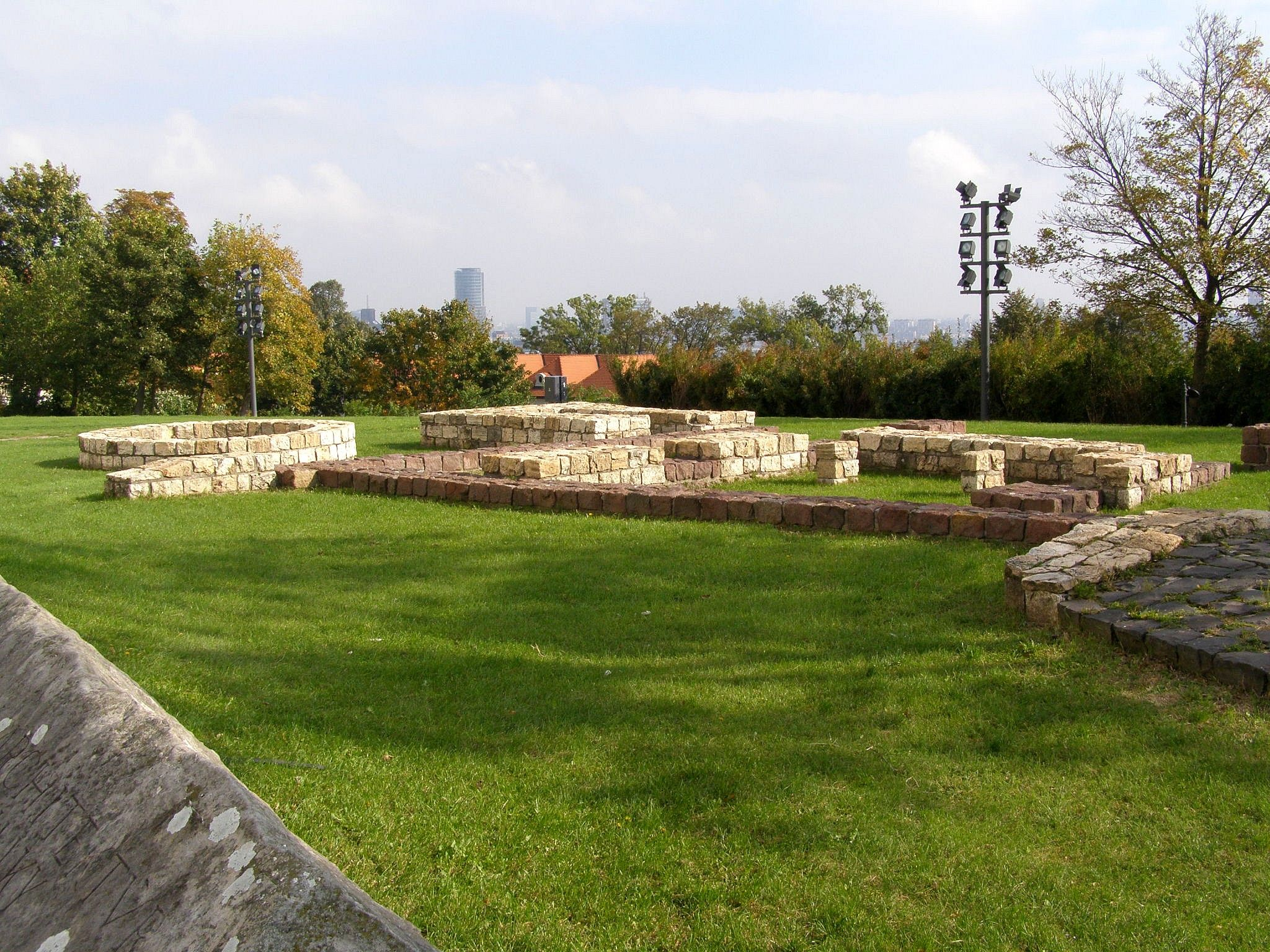
Reconstitution des fondations du château du

La situation changea avec l’arrivée des Slaves, considérés comme les ancêtres directs des Slovaques, en 500 dans la région de Bratislava.
Au départ, ils ont partiellement utilisé les anciennes installations romaines et celtiques en y ajoutant des fortifications. Probablement à la fin du VIIIe siècle, du temps de la principauté de Nitra, un château slave et des remparts en bois ont été construits, ainsi qu’une place de 55 000 mètres2. Les matériaux des constructions romaines ont été utilisés pour construire ce château slave. Cette hypothèse serait confirmée par les écrits de Johann Turmair datés du XVIe siècle. Se référant à des sources aujourd’hui disparues, il affirmait qu’entre 805 et 807, le futur prince de Grande-Moravie, Vratislav, ordonnait la construction de l’actuel château de Bratislava sur les ruines de Pisonium, un poste frontière fortifié des légions romaines.Turmair mentionne les noms de Uratislaburgium et Wratisslaburgium, tirés du nom du prince. À cette époque, le château fut un immense bâtiment recouvert d’une toiture à pente très inclinée, rehaussé de tours sur deux angles.
Pendant la deuxième moitié du IXe siècle, du temps de la Grande-Moravie, un palais en pierre entouré d’habitations fut ajouté, ainsi qu’une grande basilique. Cette basilique était la plus importante du territoire slovaque actuel, le château étant également d’une taille comparable à celui de Mikulčice, village tchèque considéré comme l’ancienne capitale du royaume de Grande-Moravie.
En 900 environ, le château et son territoire étaient contrôlés par Predslav, le troisième fils du roi Svätopluk Ier. C’est du nom de Predslav que la ville et le château prirent le nom germanique Pressburg.
Cependant, l'identification de ce château en tant que forteresse construite en Grande Moravie fait toujours l'objet de débat par manque de preuve archéologique convaincante,.
La première trace écrite date de l'an 907 et fait allusion à une bataille qui a vu la défaite des troupes bavaroises contre les Hongrois près d'un lieu-dit « Brezalauspurc ». Cette bataille est connectée à la chute de la Grande Moravie sous les attaques des Hongrois, bien qu'elle fût déjà elle-même affaiblie de l'intérieur.
Néanmoins, la localisation exacte de la bataille reste inconnue et certains la placent à l'ouest du lac Balaton

### Moyen Âge (907-1531)

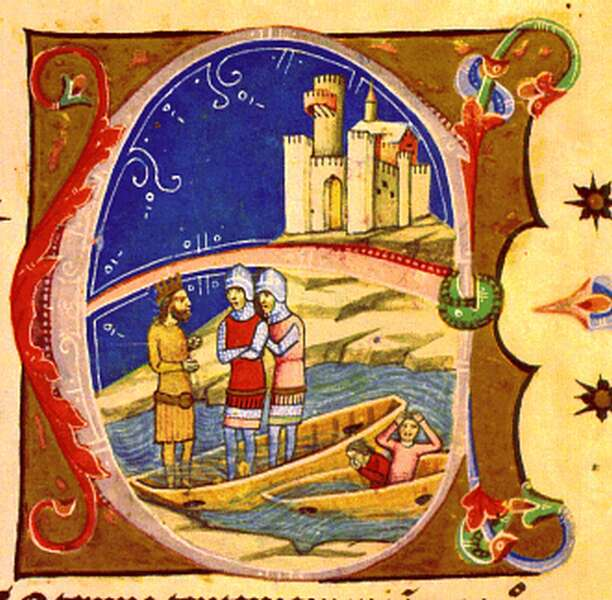
Henri III du Saint-Empire perdant sa flotte en contrebas du château de Bratislava, la plus ancienne image connue du château (XIe siècle)

La construction d’un château en pierre commença au Xe siècle, sans être achevée. Le château était déjà l’un des points centraux du royaume de Hongrie, alors sous le règne du roi Étienne Ier de Hongrie (1000–1038). Le siège du comitat de Pozsony protégea le royaumes d’attaques venues de Bohème et du Saint-Empire romain germanique (1030, 1042, 1052, 1108, 1146) et joua un rôle important dans les luttes pour le trône du royaume de Hongrie, notamment après la mort du roi Étienne Ier.
En 1052, Henri III du Saint-Empire tenta d’occuper le château. La légende veut que Zothmund, un soldat hongrois, réussit à couler les bateaux des assaillants, en allant percer leur coque à la nage. Le roi Salomon de Hongrie vécut au château, jusqu’à sa tentative de conspiration contre Ladislas Ier de Hongrie et son emprisonnement à Nitra. C’est à cette époque que les remparts furent modernisés et que l’on ajouta une salle capitulaire et une école à l’église Saint-Sauveur. Étienne III de Hongrie échappa à ses ennemis en se réfugiant dans le château près de 100 ans plus tard.
Le château fut transformé en palais d’architecture romane en pierre au XIIe siècle (probablement après 1179), certainement sous l’impulsion de Béla III de Hongrie qui choisit Esztergom comme le siège du royaume de Hongrie. La construction était semblable à celle effectuée en Allemagne sous Frédéric Barberousse. En 1182, Frédéric Barberousse a rassemblé son armée de Croisés près du château. Les bâtiments entourant le château, notamment l’église, furent déplacés dans la ville de Bratislava, au début du XIIe siècle.
Le château fut l’un des quelques châteaux du royaume de Hongrie à pouvoir résister aux attaques mongoles en 1241 et 1242. Comme réaction à ces attaques, une « grande tour pour la protection du royaume » a été ajoutée au château en 1245, à côté de deux constructions plus anciennes. Mais cette construction s’avéra être un bâtiment résidentiel. De plus, 7 tours carrées furent construites dans les vieux remparts et l’on érigea un mur en pierre autour du château. On estime que ces constructions datent de 1250, période à laquelle les chevaliers de l’ordre de Saint-Jean de Jérusalem étaient en activité au château.
En 1385, Sigismond Ier du Saint-Empire occupa le château ainsi que le comitat de Pozsony avant de le céder en gage à ses cousins, les margraves de Moravie Procope et Jobst, en échange d’un prêt que ses derniers lui accordèrent. Il fut ensuite reconquis par Stibor de Stiboricz en 1389 qui fut récompensé en étant nommé à la tête du comitat de Pozsony de 1389 à 1402. D’autres alliés de Sigismond Ier, notamment dans ses combats contre les hussites, la famille Rozgonyi ; reçut également cet honneur en 1421. C’est à cette époque, entre 1420 et 1430, que Sigismond Ier décida de faire du château le centre de son empire, du fait de sa position centrale. De ce fait, il ordonne aux Rozgonyis d’améliorer les fortifications du château pour se protéger des attaques hussites. Dans les années qui suivirent, ces améliorations continuèrent et la tour « résidentielle » fut détruite. La seule trace actuelle du château de cette époque est la porte de Sigismond. Après la mort de Sigismond en 1437, sa veuve Barbe de Cilley fut emprisonnée dans le château par le nouveau roi Albert II du Saint-Empire.

### Château principal du royaume de Hongrie (1531-1783)

#### Événements politiques
En 1536, après la conquête de l’actuelle Hongrie par l’Empire ottoman, Bratislava devint la capitale de la Hongrie royale, partie occidentale Hongrie médiévale qui reconnaît l'autorité des Habsbourg. Le château devient notamment le siège de la diète et lieu de couronnement.
Par conséquent, l’endroit devint le plus important à la place de Vienne. Dans le même temps, à partir du XVIe siècle, Bratislava et son château firent face à plusieurs révoltes contre les Habsbourg. Par exemple, les troupes de Gabriel Bethlen occupèrent le château entre 1619 et 1621. Imre Thököly s’y essaya également en 1682-1683 mais ne parvint pas à occuper le château.
Entre 1552 et 1784, la Sainte Couronne hongroise (ou couronne de saint Étienne) fut conservée au château, gardée par deux soldats de la garde royale hongroises et cent soldats hongrois et autrichiens.
Le 29 août 1526, la bataille de Mohács voit s’opposer les forces de l’Empire ottoman, menées par Soliman le Magnifique et celles du royaume de Hongrie, commandées par le roi Louis II. C’est une défaite cuisante pour les hongrois et Louis II meurt noyé lors de sa fuite. Immédiatement après sa mort, la reine Marie de Hongrie fuit Budapest avec sa suite et s’installe à Bratislava. Elle apporte avec elle de nombreux objets (sceptre, épée…) qui constituent alors un trésor de grande valeur. Ce trésor fut en partie utilisé par Ferdinand Ier du Saint-Empire pour financer sa participation à la guerre civile en Hongrie royale. Les restes du trésor furent transférés à Vienne ou récupérés par Marie.

#### La reconversion Renaissance
Entre 1552 et 1562, en raison du nouveau rôle du château, Ferdinand Ier donna l'ordre de reconstruire le château dans le style Renaissance, en faisant appel à des artistes et architectes romains. La forme du château ne fut pas modifiée, à l’exception de l’entrée. Cependant, tous les revêtements au sol furent changés, les pièces réaffectées et la plupart des pièces furent enrichies avec des matériaux précieux, notamment de l’or. À la fin du XVIe siècle, une salle pour jeu de balle fut ajoutée.
Malheureusement, seule une partie de la chapelle du château a été conservée. On peut également citer la présence d’habitations en bois pour la garde, située au nord-ouest, une « vieille tour » est également mentionnée, mais son emplacement est aujourd’hui inconnu. La porte d’entrée ouest fut elle transformée en armurerie.

#### La reconversion Baroque
Certaines modifications de style Renaissance ayant été apportées à la hâte (notamment le plafond en bois), une reconstruction partielle fût entamée en 1616, par l’architecte impérial Giovanni Battista Carlone, dans un style baroque.
Les travaux, qui s’intensifièrent en 1635 et prirent fin en 1647 environ, étaient financés par Paul Pálffy. Cette transformation va donner au château une forme très proche de celle connue actuellement. Les parties nord et ouest du bâtiment principal furent reconstruites, on ajouta également un 3e étage au bâtiment principal. L’entrée principale fit son retour au milieu du mur d’enceinte, les anciennes fortifications furent améliorées, la chapelle fut déplacée dans la partie nord, et deux tours furent ajoutées, soit une à chaque coin. Paul Pálffy fut d’ailleurs récompensé par la Diète pour ces travaux, il fut alors nommé capitaine du château et pris la tête du comitat de Pozsony en 1650. Un an plus tard, ce titre et cette fonction devint héréditaire pour la famille Pálffy.
En 1653, ce fut au tour du plafond en bois d’être remplacé. Dix ans plus tard, les fortifications durent encore être renforcées, pour faire face aux fréquentes attaques de l’Empire Ottoman. C’est Josef Priami, l’ingénieur militaire de la cour impériale de Vienne, qui dirigea les travaux. Des améliorations furent apportées jusqu’en 1673.
La bataille de Vienne du 12 septembre 1683, sur la colline du Kahlenberg, mit fin au second siège de Vienne par les Turcs. Cette défaite décisive des Ottomans mis progressivement fin à la nécessité de renforcer les fortifications.
En 1703, des baraquements furent construits au nord-est du site. La Porte de Vienne, fut construite en 1711, pour le couronnement de Charles VI du Saint-Empire. Elle devint la porte d’entrée principale du château.

#### La période Marie-Thérèse d'Autriche

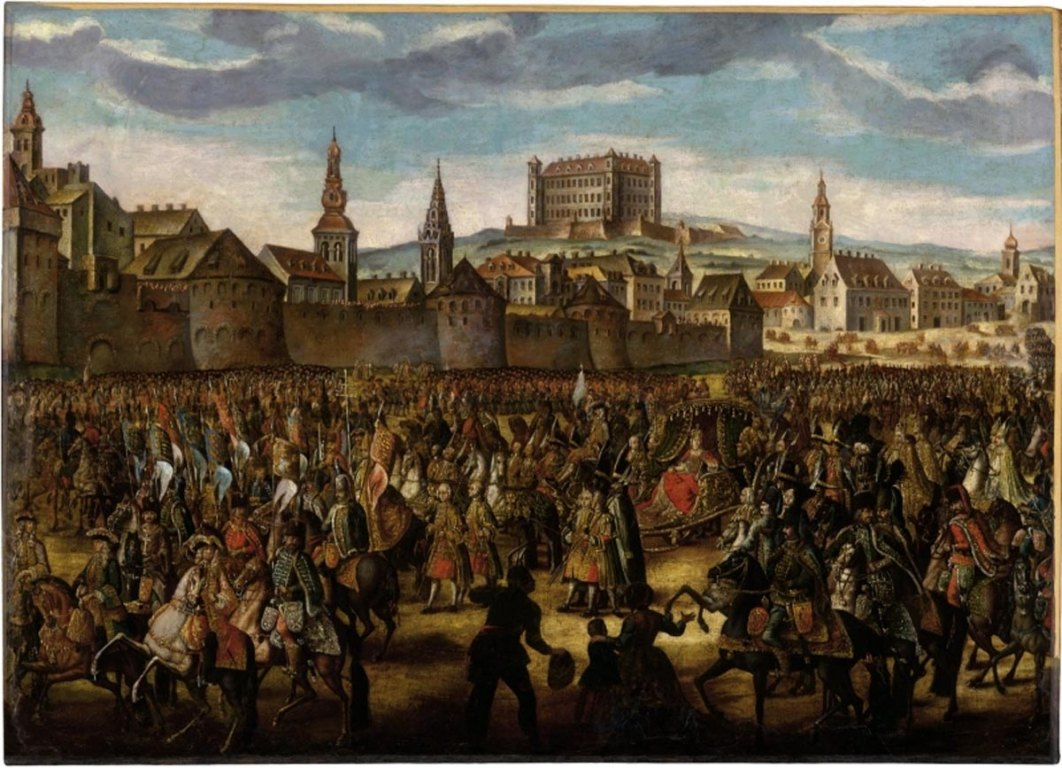
Le couronnement de Marie-Thèrèse d'Autriche en 1740.

Quand Marie-Thérèse d'Autriche devint « roi » de Hongrie en 1740, elle promit aux nobles du royaume qu’elle aurait deux résidences, l’une en Autriche et l’autre sur le territoire du royaume de Hongrie, elle s’installa donc au château de Bratislava. Elle tint sa promesse en passant beaucoup de temps dans le château, qu’elle modifia selon ce nouvel usage. Des changements mineurs furent apportés à l’intérieur, un grand jardin ajouté au nord. Son époux François Ier du Saint-Empire, intéressé par la botanique, créa un petit jardin à l’est du site. Ces modifications étaient supervisées par Johann Baptist Martinelli, l'architecte de la Cour impériale viennoise.
Pendant cette période, le château a été décoré pour son fils, Albert de Saxe-Teschen, nommé gouverneur de Hongrie 1765. Albert était un collectionneur acharné d'arts et il a installé ses œuvres dans son château. Il quitte le château en 1780 pour Bruxelles, où il est nommé gouverneur. Une partie de sa collection d’objets d’art fut envoyée dans sa nouvelle résidence ainsi qu’à Vienne.
L'ensemble de la collection a été, plus tard, rapatriée à Vienne pour devenir la galerie Albertina de nos jours.

### Perte d’importance et destruction (1783-1811)
En 1783, le siège du royaume est déplacé à Buda. En 1784, Joseph II installe au château un séminaire pour la formation des prêtres catholiques. Ce séminaire a joué un rôle important dans l’histoire slovaque, pour avoir formé de nombreux intellectuels. On peut citer Anton Bernolák, à l’origine de la première codification des règles de standardisation de la langue slovaque.
En 1802, le séminaire est fermé et le château reprend des fonctions militaires. L’intérieur rococo n’étant pas adapté, des aménagements ont été apportés pour y loger 1 500 soldats. Le château est la cible d’une attaque des troupes de Napoléon et est bombardé par leurs canons. Deux ans plus tard, le 28 mai 1811, le château est ravagé par un incendie dû à la négligence de ses habitants, des soldats italiens et autrichiens. Le château est partiellement détruit par les flammes qui se propageront également dans certaines parties de la ville.

### Château en ruines (1811-1953)
Pendant plus d’un siècle, le château est resté à l’abandon et s’est continuellement dégradé. Certaines parties du château ont été vendues pour servir de matériaux de construction. Pendant l’entre deux guerres, les gouvernements des premières républiques tchécoslovaque puis slovaque, ont successivement envisagé de le détruire complètement pour y construire des bâtiments gouvernementaux ou encore une université. Ces projets ont avorté et certaines parties du château, préservées par les flammes, sont utilisées comme baraquements jusqu’en 1946. À partir de 1946, le château, ou plutôt ses ruines, sont ouvertes au public. En 1948, la ville de Bratislava construit un amphithéâtre au nord du château, qui sera utilisé pendant 15 ans.

### Reconstruction et période actuelle (après 1953)
Dans la période 1953-1968 il fut reconstruit dans sa forme originale d’avant l’incendie. Sa reconstruction fut entreprise sous l’impulsion du peintre académique Janko Alexy, du professeur Alfred Palffy et de l’architecte Mikuláš Bašo. L’intérieur n’a cependant aujourd’hui rien de vraiment historique. Le château sert aux fins de représentations de la République slovaque. Il est aussi musée et abrite les collections de l’Institut historique du musée national slovaque.
Quelques adaptations mineures ont été apportés en préparation du sommet entre Bush et Poutine, qui s'est tenu en février 2005 au sein du château.
En 2008, une dernière restauration du château fut entamée, pour s'achever et juin 2010. En ce qui a trait à la décoration, des décorations en stuc et des dorures ont été ajoutées à l'escalier d'honneur et les lieux de représentation ont été finalisés. Les toitures et façades ont également été rénovées. Ces travaux ont également permis la modernisation du site grâce au réseau de câblage ou encore l'installation de systèmes de son et d'alarme.
À l'extérieur du château, une fois la prospection archéologique terminée en grande partie dans la cour du palais, celle-ci a été intégralement pavée. Un terrain de jeu pour les plus jeunes visiteurs a été mis en place sur la terrasse inférieure à l'est. Au milieu de la cour d'honneur, une statue du roi Svätopluk a été érigé.
Aujourd'hui, le château fait partie des principaux sites touristiques de Bratislava.

## Galerie

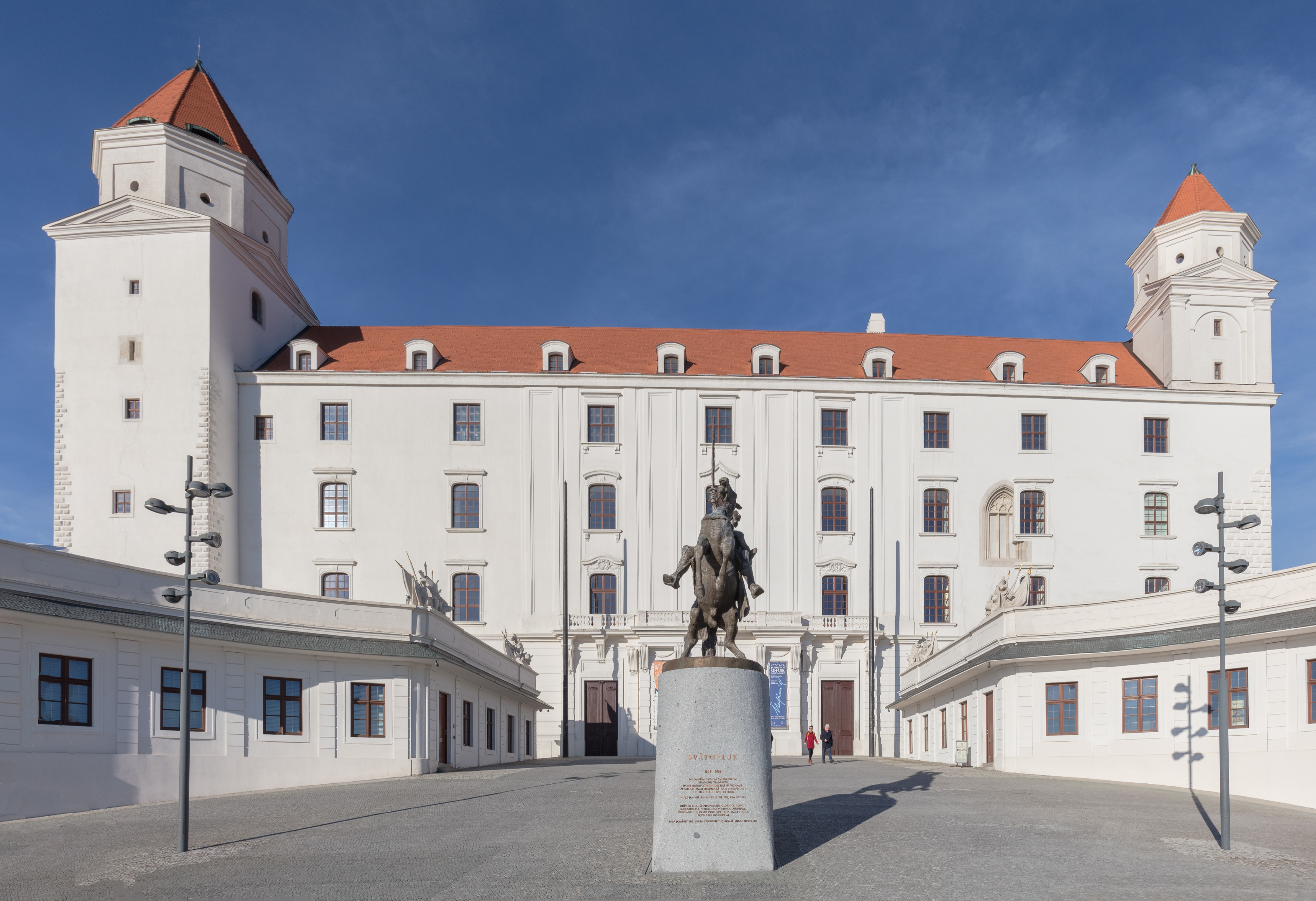
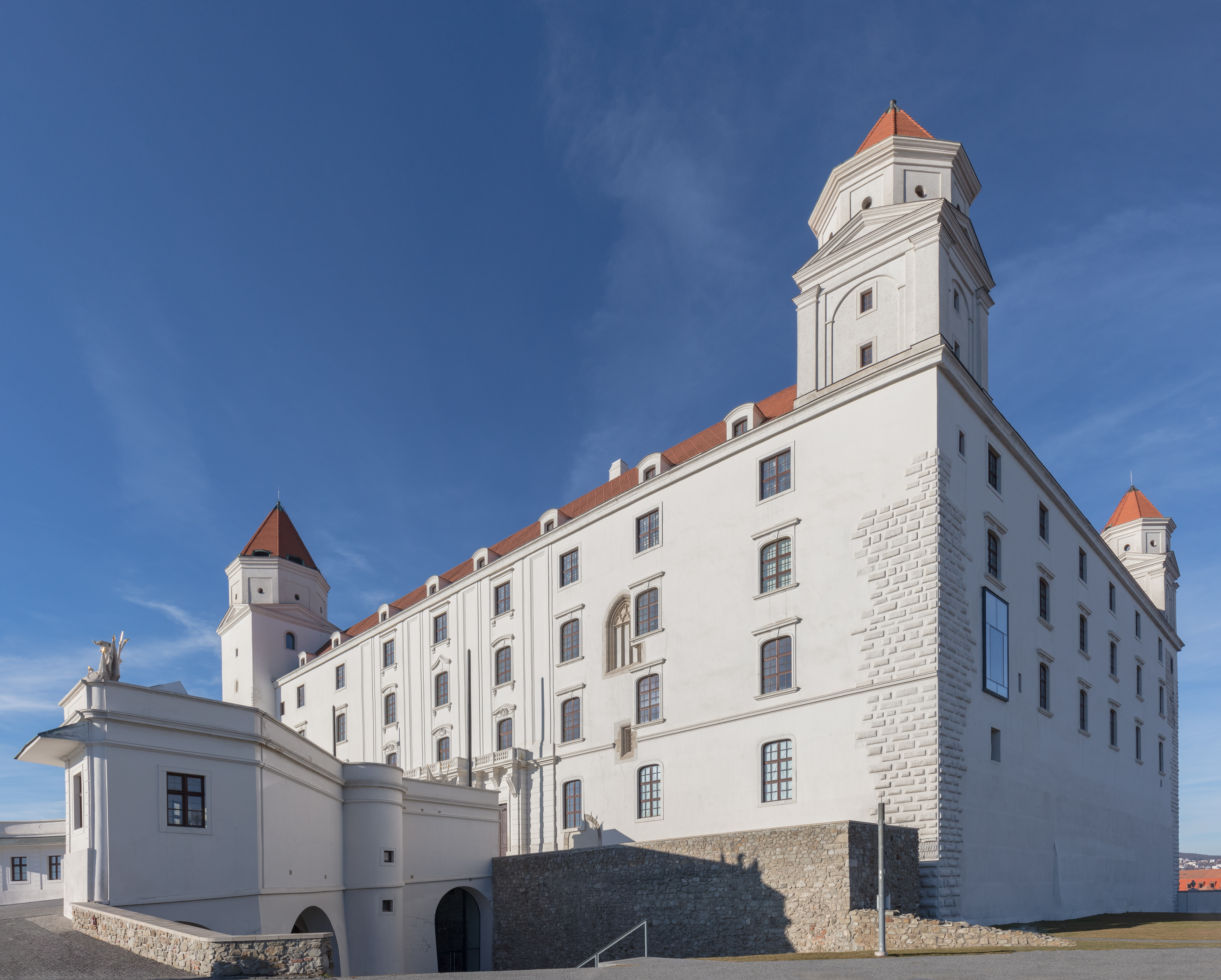
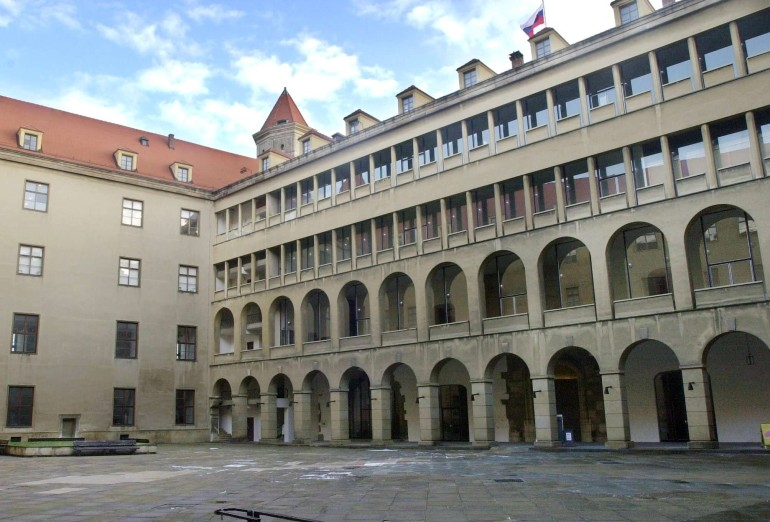
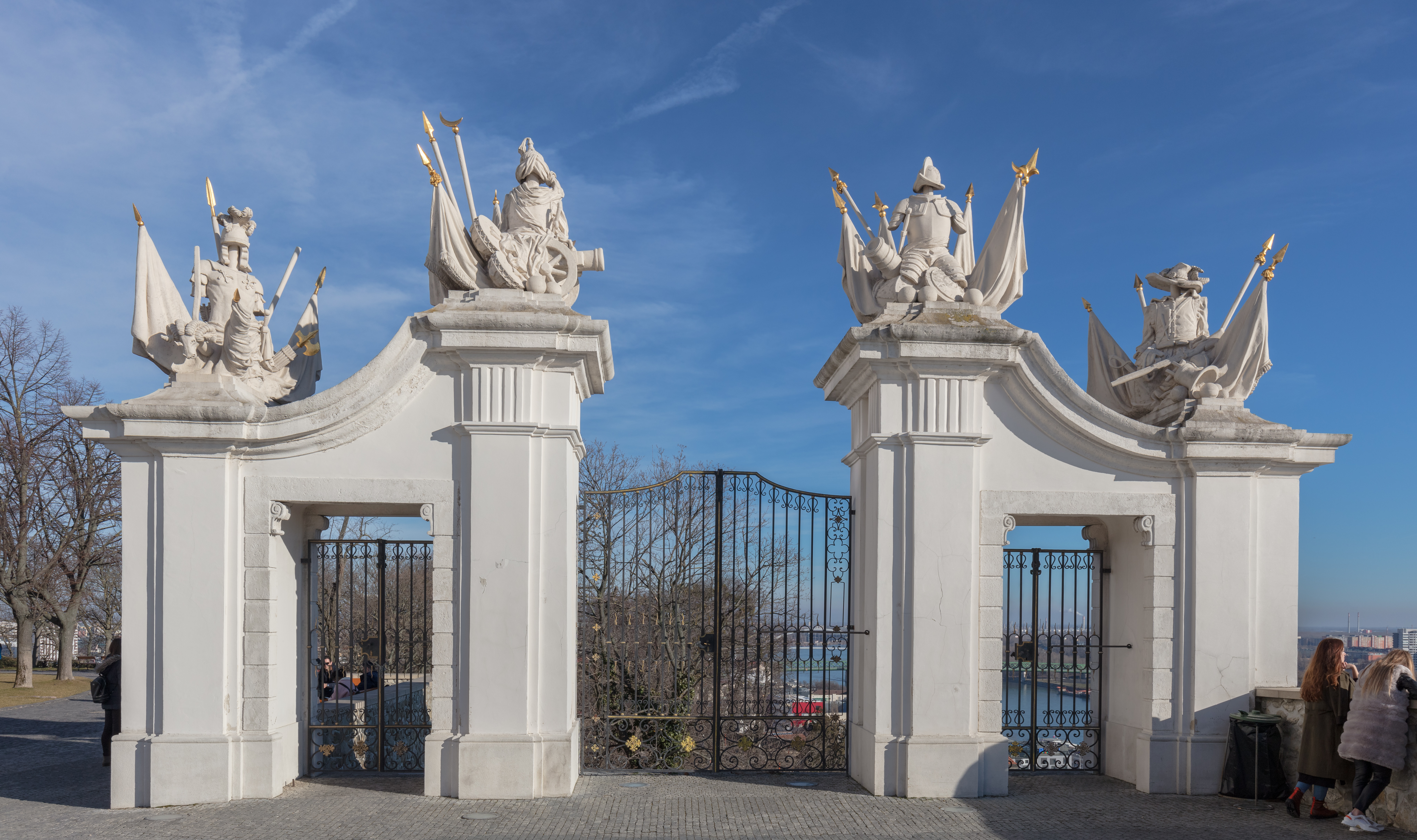
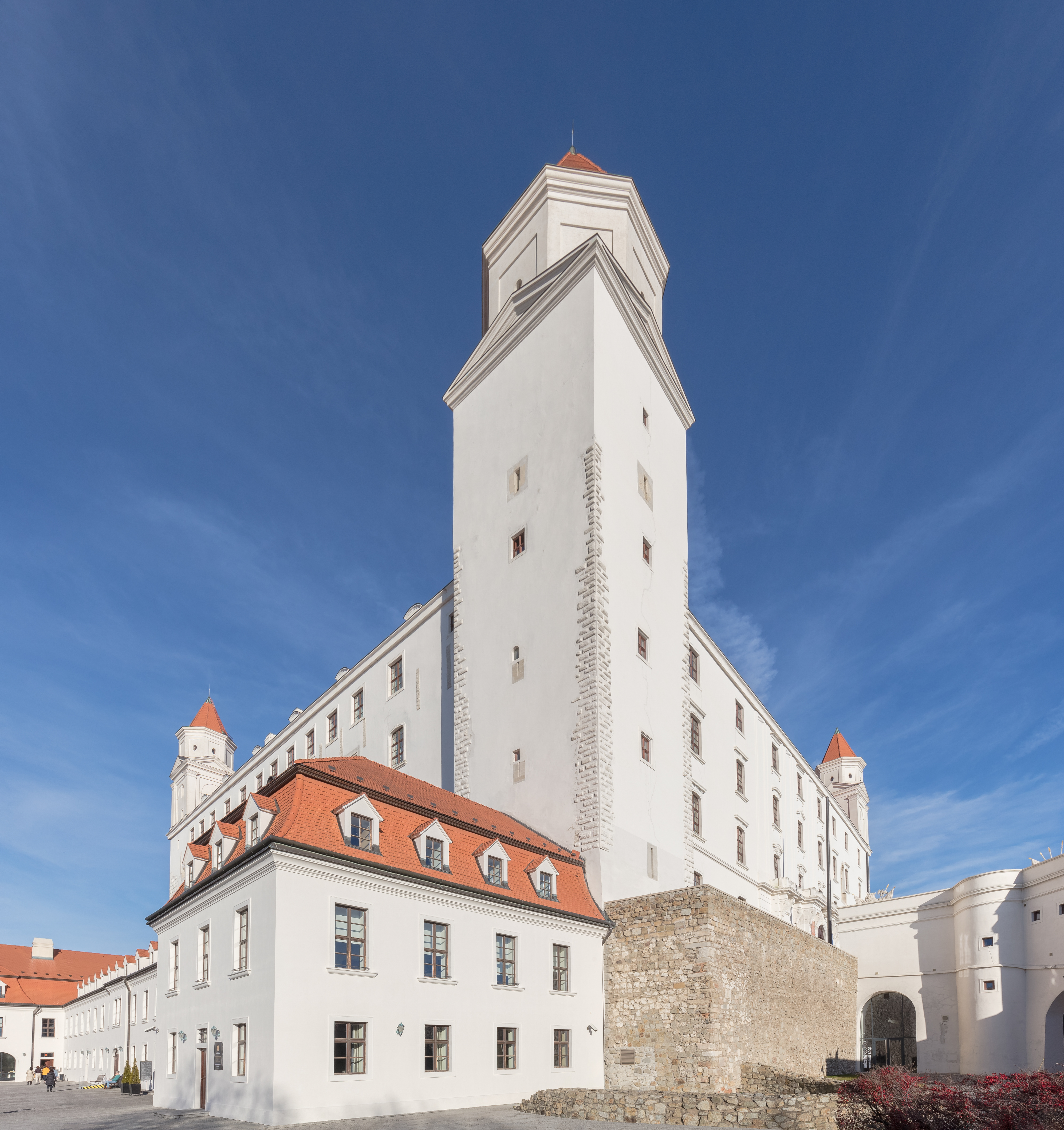
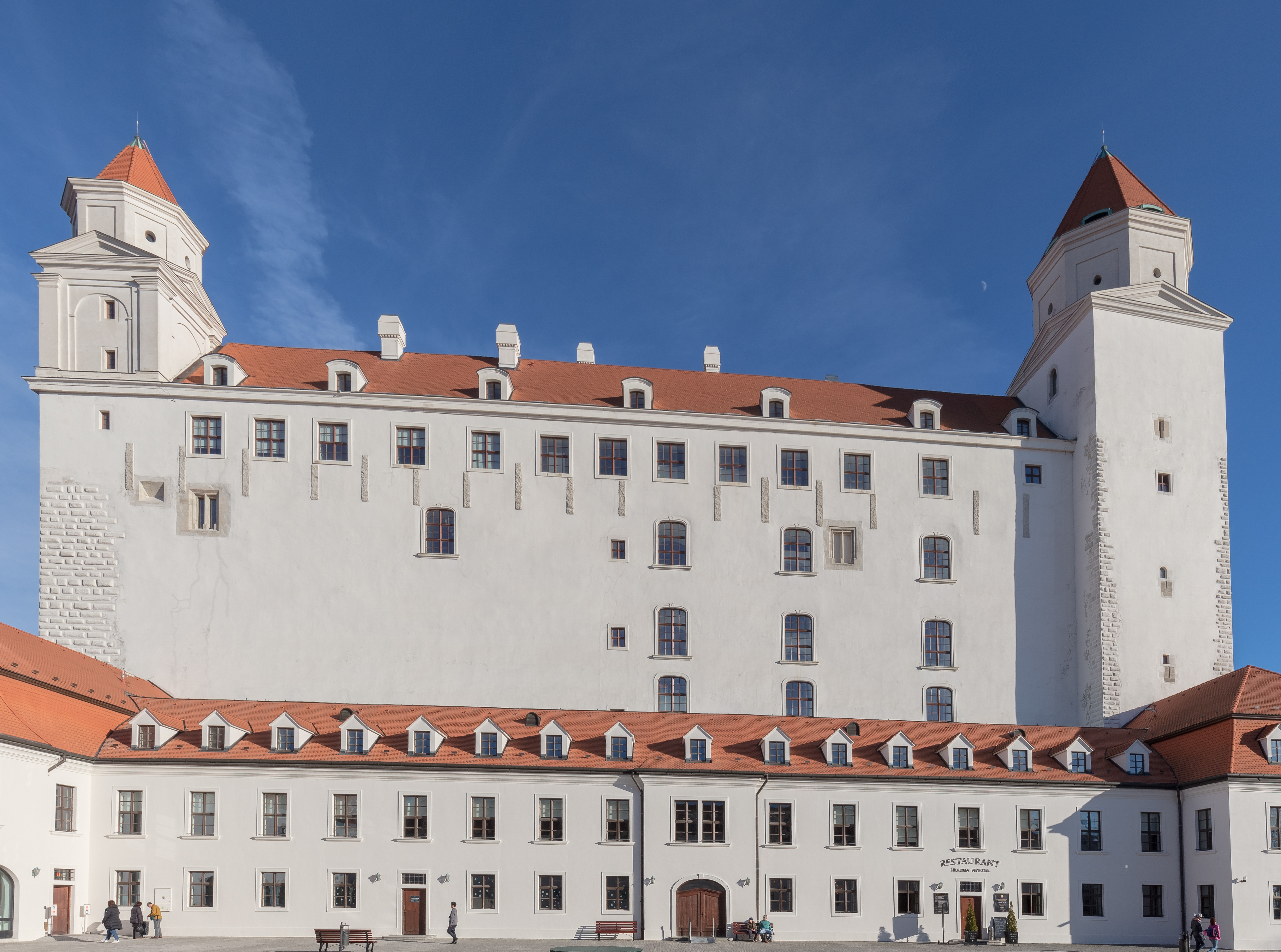
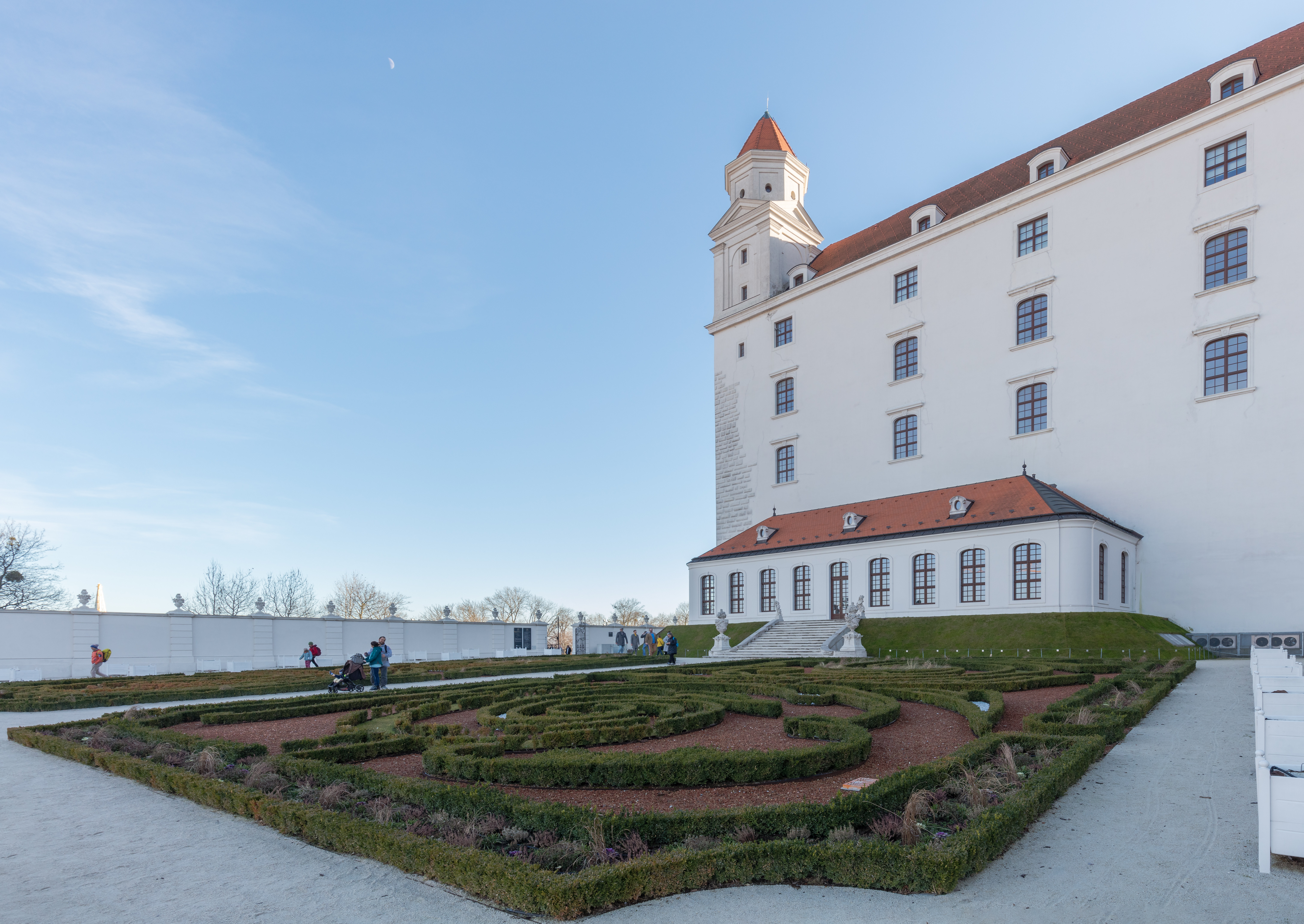
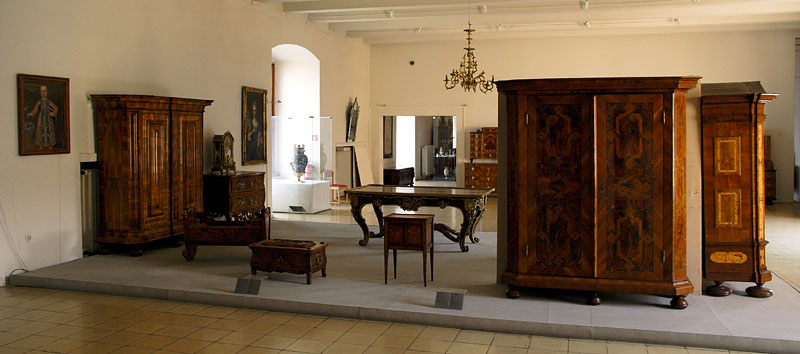